# Barciany (gromada)
Barciany – dawna gromada, czyli najmniejsza jednostka podziału terytorialnego Polskiej Rzeczypospolitej Ludowej w latach 1954–1972.
Gromady, z gromadzkimi radami narodowymi (GRN) jako organami władzy najniższego stopnia na wsi, funkcjonowały od reformy reorganizującej administrację wiejską przeprowadzonej jesienią 1954 do momentu ich zniesienia z dniem 1 stycznia 1973, tym samym wypierając organizację gminną w latach 1954–1972.
Gromadę Barciany z siedzibą GRN w Barcianach utworzono – jako jedną z 8759 gromad na obszarze Polski – w powiecie kętrzyńskim w woj. olsztyńskim na mocy uchwały nr 15 WRN w Olsztynie z dnia 4 października 1954. W skład jednostki weszły obszary dotychczasowych gromad Barciany, Gęsiki, Radosze i Suchawa (bez miejscowości Wikrowo) ze zniesionej gminy Barciany oraz miejscowości Taborzec i Glinka z dotychczasowej gromady Dębiany ze zniesionej gminy Winda  w tymże powiecie. Dla gromady ustalono 14 członków gromadzkiej rady narodowej.
1 stycznia 1958 do gromady Barciany włączono osadę Kudwiny z gromady Skandawa w tymże powiecie, a także wsie Ogródki i Pastwiska oraz osady Łęsk, Wólka Jankowska i Wikrowo ze zniesionej gromady Ogródki w tymże powiecie.
1 stycznia 1960 do gromady Barciany włączono PGR-y Kolkiejmy i Skandławka z gromady Srokowo w tymże powiecie.
30 czerwca 1968 do gromady Barciany włączono wsie Wilkowo Małe i Wilkowo Wielkie, PGR-y Drogosze i Krymławki oraz przysiółek Garbnik ze zniesionej gromady Drogosze w tymże powiecie.
Gromada przetrwała do końca 1972 roku, czyli do kolejnej reformy gminnej. 1 stycznia 1973 w powiecie kętrzyńskim reaktywowano gminę Barciany.